# Boba Lobilo
Boba Lobilo (ur. 10 kwietnia 1950) – kongijski piłkarz występujący na pozycji stopera. Uczestnik Mistrzostw Świata 1974.

## Kariera klubowa
Podczas MŚ 1974 reprezentował barwy klubu AS Vita Club z Kinszasy.

## Kariera reprezentacyjna
Razem z reprezentacją Zairu uczestniczył w Mistrzostwach Świata 1974. Rozegrał tam wszystkie 3 spotkania.